# Komáromy András
Révkomáromi Komáromy András (Péterfalva, 1861. november 18. – Budapest, 1931. december 5.) magyar történész, levéltáros, a Magyar Tudományos Akadémia levelező tagja. A kora újkori Magyarország és Erdély történelmének, a hajdúk múltjának jeles kutatója volt.
Egyes lexikonok tévesen azonosítják a magyarországi boszorkányperek iratanyagát közreadó Komáromy Andor (1841–1916) történésszel; így jár el többek között a Magyar néprajzi lexikon, a Magyar életrajzi lexikon és az Új magyar életrajzi lexikon is.

## Életútja
A máramarosszigeti református főgimnázium elvégzése után 1880-ban beiratkozott a Budapesti Tudományegyetemre. Diákévei alatt, 1881-től 1885-ig a Magyar Nemzeti Múzeum levéltára, illetve az Egyetemi Könyvtár alkalmazottja volt, ezzel párhuzamosan az Az Üstökös és a Bolond Istók című élclapok munkatársaként dolgozott, de novellái jelentek meg a máramarosszigeti lapokban is. Bölcsészdoktori oklevelét 1887-ben szerezte meg. 1886-tól a Magyar Országos Levéltárban dolgozott, 1893-től mint levéltári fogalmazó, majd mint országos allevéltárnok. Ezzel egyidejűleg 1900-ban magántanári képesítést szerzett a Budapesti Tudományegyetemen, s Magyarország 1490–1711 közötti történetét oktatta. 1917-ben országos főlevéltárnokká nevezték ki, feladata a vidéki hatósági levéltárak felügyelete volt. 1921-ben nyugdíjazták országos levéltári igazgatói és címzetes miniszteri tanácsosi címmel. Fia halála miatt öngyilkos lett.

## Munkássága
Kutatásai homlokterében a Magyar Királyság és Erdély 16–17. századi története állt. Behatóan foglalkozott a tizenöt éves háború egyes ütközeteivel (pl. mezőkeresztesi csata), a hajdúk, a hajdúmozgalmak és felkelések múltjával, a Hajdúság történetével. Feldolgozta a korszak több jeles államférfiának és hadvezérének, egyebek mellett Werbőczy István, Thelekessy Imre, Thelekessy Mihály, Balassa Zsigmond, Báthory Gábor, Berényi György és Rhédey Ferenc élettörténetét. Emellett jelentős eredményeket ért el szűkebb pátriája, Ugocsa vármegye történeti kutatása terén, valamint számottevő családtörténeti munkássága is.
1899–1901-ben Pettkó Bélával együtt alapító szerkesztője volt a rövid életű Nagy Iván című családtörténeti folyóiratnak, 1900 és 1911 között pedig a Történelmi Tár szerkesztője volt. E folyóiratok mellett rendszeresen jelentek meg forrásközleményei és tanulmányai a Turulban is.

## Társasági tagságai és elismerései
Tudományos érdemei elismeréseként 1895-ben a Magyar Tudományos Akadémia levelező tagjává választották. 1887-től választmányi tagja volt a Magyar Heraldikai és Genealógiai Társaságnak, 1889-től pedig a Magyar Történelmi Társulatnak.

## Főbb művei
- Karancsberényi báró Berényi György élete és politikai működése (1601–1677). in: Századok XIX. 1885. 126–155.
- Listi László élete: Irodalomtörténeti tanulmány. Budapest, Pfeifer, 1887, 62 p.
- Révay Kata Szidónia levelei férjéhez 1656–1702. Budapest, Athenaeum, 1888, 88 p.
- Hunt Pázmán nemzetség ugocsai ága. Budapest, 1889, 53 p.
- Thelekessy Mihály 1576–1601. Budapest, Kilián, 1890, 127 p.
- A Szentpáli család megtelepedése Ugocsa-vármegyében. Nagyszőlős, 1892
- A borosjenei Tisza család ősei. Budapest, Franklin ny., 1895, 162 p.
- Ugocsa vármegye keletkezése. Budapest, Magyar Tudományos Akadémia, 1896, 47 p. (akadémiai székfoglalója)
- A szent korona és Bethlen Gábor. in: Századok XXXII. 1898. 10. sz. 876–883.
- A szabad hajdúk történetére vonatkozó levéltári kutatások. Budapest, Magyar Tudományos Akadémia, 1898, 76 p.
- 1911 Koháry Péter érsekújvári kapitány levelei Thurzó György nádorhoz 1611-1616. Hadtörténelmi közlemények 12/1, 77-109.
- Ugocsa vármegye a történelemben: Válogatott írások. Ungvár, Kárpátaljai Magyar Kulturális Szövetség, 2001, 180 p.

## További irodalom
- Tóth Róbert 1983: A vármegyei levéltárak állami ellenőrzésének kezdetei 1913-1916. Budapest
- Lukinich Imre: Komáromy András † (1861. nov. 18. – 1931. dec. 5.): Nekrológ. in: Századok LXVI. 1932. 1–3. sz. 122–123.

1. ↑  https://epa.oszk.hu/00000/00003/00030/fuggelek.html